# Pabellón de México en la Expo 2000 Hannover
El Pabellón de México en la Expo 2000 Hannover fue la parte central de la Sección Nacional de México en dicha exposición internacional. 

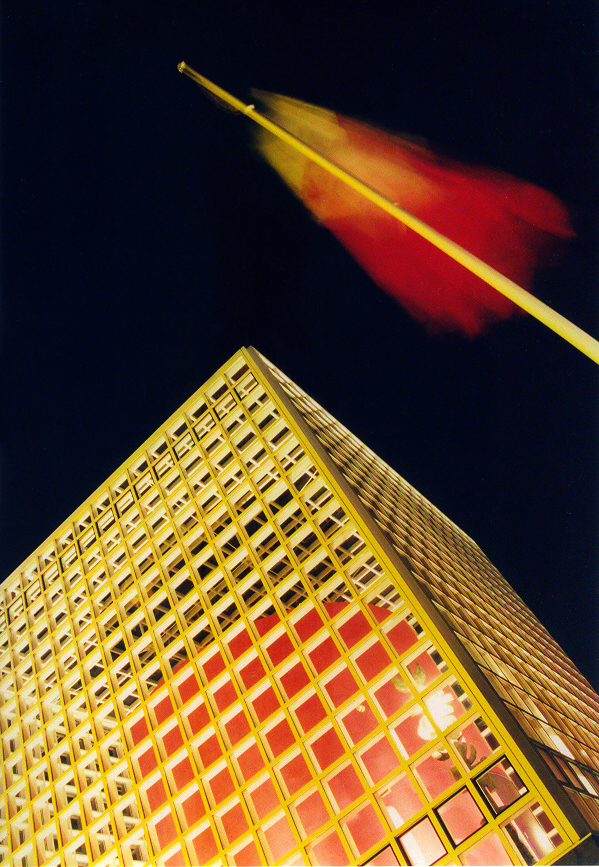
Sala 1: Construcción milenaria.

Permaneció abierto al público del 1 de junio al 31 de octubre de 2000, periodo en el cual recibió un total (oficial) de 1'190'893 visitantes.
El Gobierno de México designó a Jaime Corredor Esnaola como Comisario General de Sección. La coordinación por parte del Gobierno de México quedó a cargo de la Secretaría de Comunicaciones y Transportes.
La conceptualización, diseño arquitectónico y museográfico del pabellón de México quedó a cargo del grupo Papalote, Krauze y Legorreta, integrado por Enrique Krauze, los Arq. Ricardo y Víctor Legorreta, y Papalote Museo del Niño.

## Presupuesto
En un principio se manejó públicamente que el presupuesto para la Sección Nacional de México, que incluía la construcción y operación del pabellón y de las actividades artísticas complementarias, sería de $15 millones de dólares estadounidenses aportados por el Gobierno de México y una cantidad similar aportada por la iniciativa privada. En total, el presupuesto que destinó el Gobierno de México fue de $227 millones de pesos mexicanos (aproximadamente $22 millones de dólares estadounidenses).

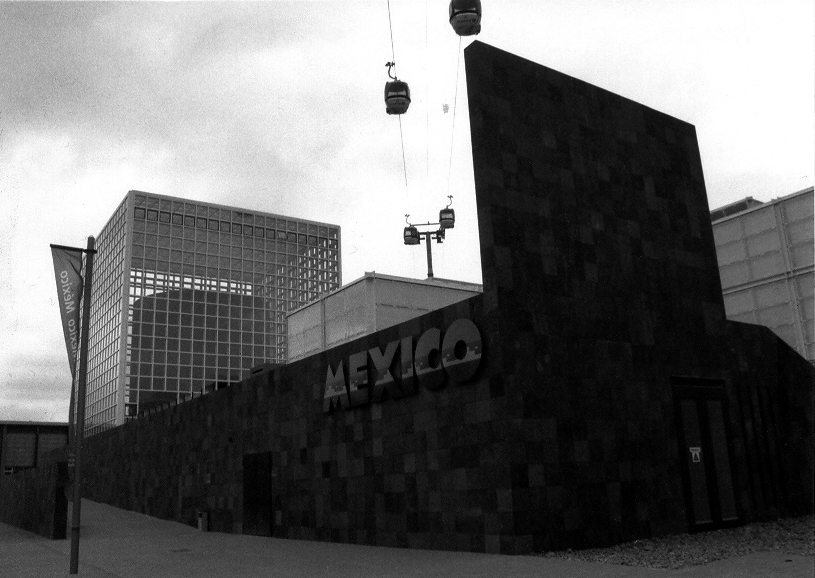
Cara norte del Pabellón de México en la Expo 2000 Hannover.

## Estructura museográfica del pabellón
El Pabellón de México tuvo una superficie total de 4200 m² construidos en un terreno de 2500 m². El tema de la exhibición fue Una construcción milenaria, y se dividió en seis temas, a cada uno de los cuales correspondió una sala dentro del pabellón.

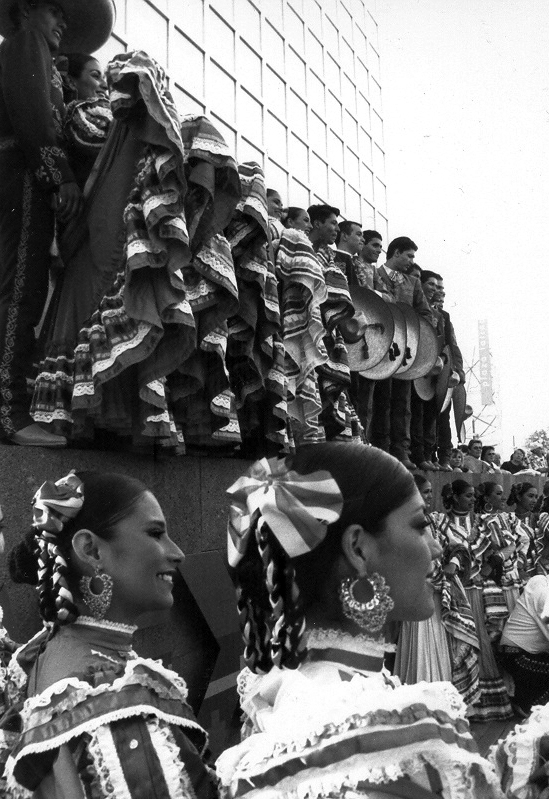
Ballet Folklórico de la Universidad de Colima durante el Día Nacional de México en la Expo 2000 Hannover.

- Sala 1: Una construcción milenaria
- Sala 2: Mosaico nacional
- Sala 3: Alma mexicana
- Sala 4: De la pirámide a la plaza
- Sala 5: Pueblo creador
- Sala 6: Nuestra construcción futura

En una de las salas la empresa Volkswagen exhibía el automóvil "New Beetle", se decía que el total de la producción de dicho modelo de automóvil, "VW New Beetle" se hacía en la planta productora de Volkswagen en México ( en la ciudad de Puebla) de donde era exportado a varios países del mundo.

## Día nacional de México
El día nacional de México se celebró el 14 de agosto de 2000. Entre los eventos artísticos se presentaron Café Tacuba, Alejandro Fernández y la Sonora Santanera. 

## Reutilización del pabellón
La construcción correspondiente a las salas Una construcción milenaria y Nuestra construcción futura se donó a la Escuela Superior de Artes Plásticas de la ciudad alemana de Braunschweig. La ceremonia de colocación de la primera piedra tuvo lugar el 16 de octubre de 2000.